# Die erste Polka (Horst Bienek)
Die erste Polka ist der Titel des 1975 erschienenen ersten Bandes der Tetralogie Gleiwitz. Eine oberschlesische Chronik in vier Romanen von Horst Bienek. Erzählt wird die Geschichte der Familie Piontek in der Grenzstadt Gleiwitz vor dem Beginn des Zweiten Weltkriegs.

## Inhalt

### Überblick
Der vom 31. August bis zum Morgen des 1. September 1939 spielende Roman besteht aus zwei personell miteinander verzahnten Teilen: Die Haupthandlung schildert aus verschiedenen mosaikartig zusammengesetzten Perspektiven den Hochzeitstag Irma Pionteks vor dem Hintergrund der politischen Ereignisse in Gleiwitz und, damit verbunden, die Situation in der Grenzstadt und die Atmosphäre am Vorabend des erwarteten Kriegsbeginns, der mit dem inszenierten Angriff auf den Sender Gleiwitz als Verteidigung begründet wird.
In die Handlungen der Protagonisten und ihr Beziehungsgeflecht einbezogen sind z. B. Rückblicke auf die deutsch-polnische Familiengeschichte der Hauptfigur Valeska Piontek (Kap. 9) und des Gerichtsrats Montag, ihre katholische bzw. jüdische Sozialisationen, die Veränderungen in der NS-Zeit, z. B. die drohende Auflösung des traditionellen deutsch-polnischen Katholizismus Oberschlesiens durch die nationale Indoktrinierung der Jugend.
In einem zweiten, in den Roman eingeschalteten, Handlungsstrang (Kap. 3, 6, 8, 10, 13, 16, 24) werden die Erinnerungen des ehemaligen Landgerichtsrats Georg Montag an seinen jüdischen Großvater, die Assimilation seines Vaters sowie seine Forschungen zur Geschichte Oberschlesiens und zur Biographie des Politikers Korvanty erzählt.

### Handlungsverlauf

#### Vorbereitungen

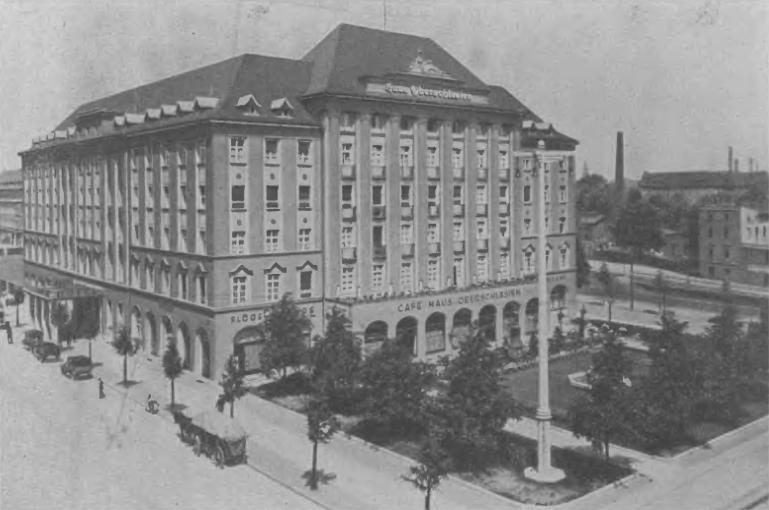
Hotel Haus Oberschlesien

Valeska Piontek ist den ganzen Tag über damit beschäftigt, das Hochzeitsfest für ihre Tochter zu organisieren. Am Vormittag macht sie in der Stadt Besorgungen und lädt Gäste ein. Irma will sich nur standesamtlich trauen lassen und Valeska spricht deshalb zur Schadensbegrenzung mit dem Erzpriester Pattas über eine für sie wünschenswerte nachträgliche kirchliche Trauung (Kap. 5). Anschließend besucht sie ihren unverheirateten Bruder, den Rechtsanwalt Willi Wondraczek, der seinen Namen nach der anti-polnischen Parteilinie in Wondrak verkürzt hat. Er unterstützt sie anstelle ihres kranken Mannes bei den Vorbereitungen und beim Unterhaltungsprogramm. Valeska betreibt mit ihm zusammen Bodenspekulationen und berät mit ihm neue Ankaufprojekte (Kap. 14) und die Einbeziehung ihrer Schwägerin Emilie Piontek in ihr Immobiliengeschäft. Um das teure Fest für 80 Personen im großen Münzersaal des ersten Hotels der Stadt, im Haus Oberschlesien, zu finanzieren, muss sie zwei Grundstücke verkaufen. Aber sie ist „entschlossen, das Geld bald wieder reinzukriegen“ und hat potentielle Kunden eingeladen. Außerdem will sie ihrer entfremdeten Tochter mit einer bunten Gesellschaft einen großen Abschiedsabend bieten.
Beim Gang durch die Stadt nimmt Valeska vor dem Hintergrund der polnisch-deutschen und katholischen Wurzeln ihrer Familie in Oberschlesien die Veränderungen wahr („HIER WIRD NUR DEUTSCH GESPROCHEN!“) und blickt in „müde, ernste erloschene Gesichter“ der Menschen, die „ganz anders aus[sehen] als etwa 1914“, als der Kriegsausbruch „ein großes Fest gewesen [ist] für alle“. In diesem Zusammenhang nimmt sie symbolträchtige Handlungen wahr: Eine Frau, die den blühenden Rosenbusch in ihrem Vorgarten radikal zusammenschneidet und dabei ihre Arme blutig aufritzt. Spontan lädt sie nach einem Gespräch mit dem Erzpriester auch einen Sonderling ein, den ausgestoßenen „wilden Mönch“ (Bruder Franz), um die Kirche für ihre von den staatlichen Behörden erzwungene Zustimmung zu strafen, die Kirchenglocken für den Krieg abzugeben: „Die Kirche muss auch Rebellen ertragen können“ (Kap.5). Er war „im Lager“ gewesen und hatte alles Frühere vergessen. Jetzt haust er in einem alten Bus und arbeitet in einem Altersheim.
Während Valeska und ihr Bruder im Hotel die Vorbereitungen überwachen und die Gäste empfangen, vermietet Josel eine Baracke an Soldaten für Liebesstunden. Andreas und Ulla beobachten während einer Radtour den Anschlag auf den Sender Gleiwitz und beginnen eine sexuelle Beziehung.

#### Festabend
Valeska und ihr Bruder achten beim Hochzeitsfest auf den repräsentativen Rahmen im Ballsaal des Hotels, dessen Leere Valeska anfangs in ihrer angeborenen Schüchternheit wie einen „körperlichen Schmerz“ empfindet. Feines Essen und Getränke, serviert von servilen Hotel-Kellnern, blitzende Gläser und Bestecke sollen die Honoratioren der Stadt beeindrucken: Bibliotheksdirektor Neumann, der in dubiose Wiedergutmachungsprozesse um seine angeblichen polnischen Besitzungen verwickelte Graf Poremba und seine Gattin, als einziger Parteigenosse der aus dem Reich nach Gleiwitz versetzte Direktor der Wasserwerke Dr. Kamenz, Polensky von Polensky, Gutsbesitzer Przygoda, der Leiter des Sparkassenvereins Michalek, der Betreiber der Straßenbaufirma Nowak, Erzpriester Pattas u. a. Dazwischen sitzen ihre Verwandten, der in ihrem Haus einquartierte Feldwebel und Trauzeuge Metzmacher und auch gesellschaftliche Außenseiter: ihre Schwägerin, Bruder Franz und der später eintreffende Gerichtsrat Montag. Die Zigarren rauchende Emilie Piontek, die nach einem bewegten Leben in einer Baracke an der Klodnitz wohnt und wegen ihrer Überschwemmungs-Prophezeiungen „Wassermilka“ genannt wird, hat überraschend eine Anstellung als Gesellschafterin und Reisebegleiterin der alten Gräfin Hohenlohe-Langwitz gefunden und tritt mit dem NS-Frauenschaftsabzeichen auf („Man muss mit der Zeit mitgehen“). Der „wilde Mönch“ erinnert Irma an ihre Kindheit vor dem Arbeitsdienst, als sie mit ihren Freunden den Eremiten oft in seiner Waldhütte besuchte.

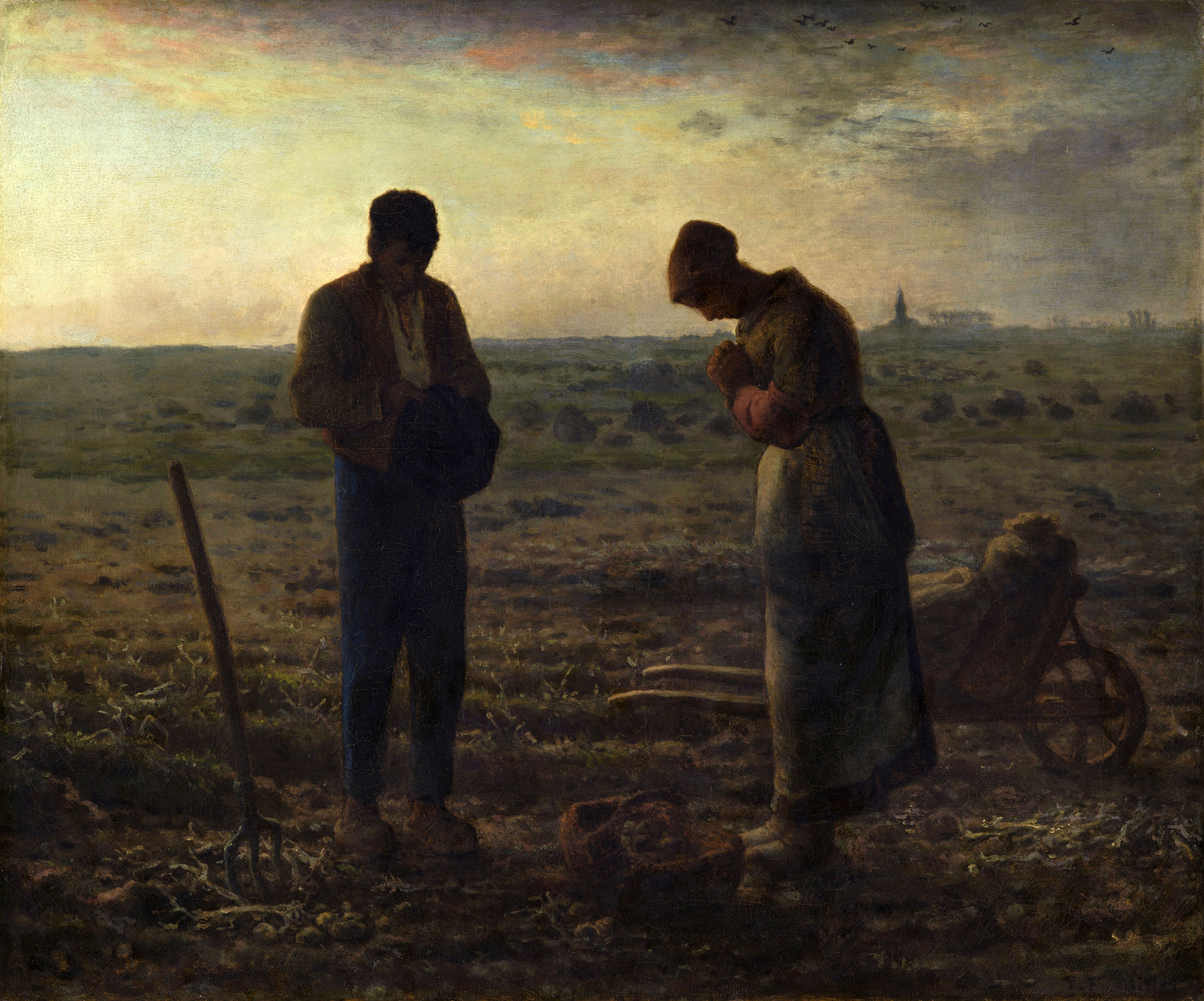
Valesca und ihr Bruder Willi stellen als lebendes Bild das Angelusläuten von Jean-François Millet.

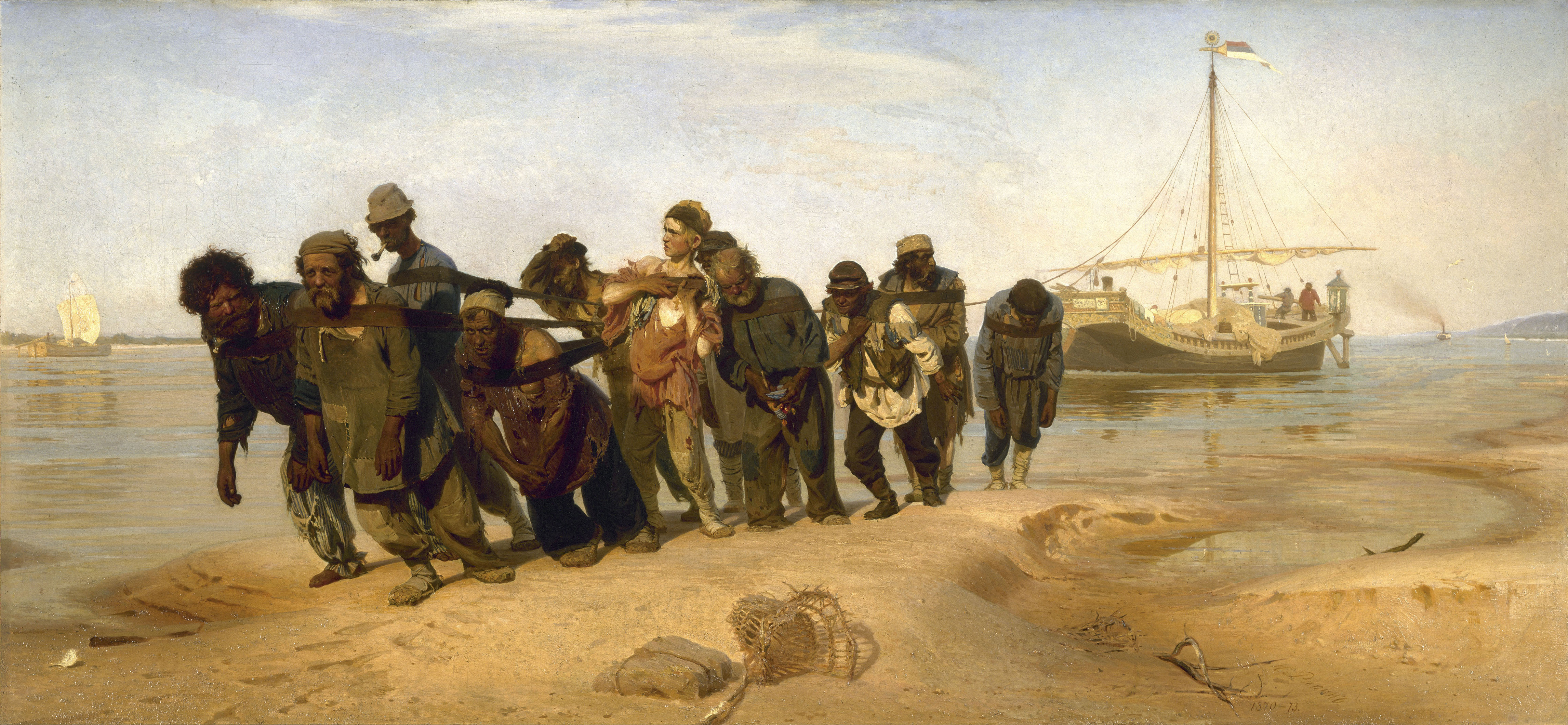
Josel verkleidet sich für das lebende Bild als Wolgaschlepper

Zeitweise fühlt Valeska, dass zur rechts von ihr sitzenden Tochter „eine große Mauer heranwuchs aus Schweigen und Misstrauen“, und wenn sie „ein paar Wörter dagegen[wirft, prallen] sie ab“, und ihr erscheint es, „als seien sie alle in einem Märchenspiel aufgegangen, und vielleicht habe sich Irma nur deshalb in einen alten Turm verwandelt, weil sie fürchtet[-], die Königin habe dieses Fest nur aus dem Grunde so pompös veranstaltet, um sie alle am Ende in einem bösen Zauberspuk herniederfahren zu lassen…“. Dann zerreißt sie diesen Vorhang und sieht wieder alles klar: sieht die Gäste „obszön ins braune Fleisch auf ihren Tellern hineinbeißen, […] ihre grauen Hände wie ältliche Hühner zwischen Tischtuch und Teller hin und her flattern“. Sie sieht „in die schwitzenden, roten, sich immer mehr aufblähenden Gesichter“ und wünscht sich „sehnlichst einen Hut von der Art, wie sie noch vor gar nicht langer Zeit in Mode waren, mit einem Schleier herum, den man ins Gesicht ziehen [kann] – oder vielleicht gleich eine Tarnkappe.“ Sie wäre gern „aus der Zeit herausgefallen“ (Kap. 14). Zwischen der mühsamen Konversation mit den Gästen und der Entgegennahme der Komplimente über das gelungene Fest tauchen, da Josel immer noch nicht erschienen ist, in ihrer Erinnerungen alte Ängste auf, dass ihre Kinder vom Frühlingshochwasser der Klodnitz mitgerissen werden.
Nach dem Essen beginnt zur Erleichterung Valeskas das volkstümliche Unterhaltungsprogramm mit Musik, einer Zarah-Leander-Imitation ihres Bruders Willi und lebenden Bildern, Valeskas Lieblingsprojekt: „Das Angelusläuten“ Millets und Die Wolgaschlepper von Repin (Kap. 19). Anschließend wird zu fortgeschrittener Stunde getanzt. Andreas und Ulla versuchen die erste Polka ihres Lebens. Der von Willi aus Kostengründen heimlich eingeschleuste, selbstgebrannte „Schnapsik“ verstärkt das allgemein übliche ländliche Besäufnis („Besaufen wollen sich die Menschen im Oberschlesischen nun einmal“). Die Jungen und der Feldwebel singen ein Spottlied auf Korfanty und es kommt zu einer verbalen Auseinandersetzung zwischen den alten und den aus dem Reich zugereisten Bürgern und Offizieren, weil diese arrogant die angeblich unaussprechbaren oberschlesischen Ortsnamen verspotten und gegen deutsche Namen austauschen wollen. Valeska beschützt Montag vor einer jüdischen Interpretation seiner Brücken-Parabel und verteidigt mit Unterstützung des Erzpriesters die alte heimatliche „Wortmusik“: „Das sind keine Namen, das schreibt man nicht mit Buchstaben, das schreibt man mit Noten, und man müsste sie singen…“ (Kap. 22).

#### Nach dem Fest
- Als Valeska mit Andreas nach Mitternacht von Willi im Auto nach Hause gebracht wird, sieht sie, dass die in der Stadt stationierten Soldaten abgezogen sind, was auf den Kriegsbeginn hindeutet. Von ihrem Mann, der die deutschen und polnischen Nachrichten verfolgt hat, erfährt sie vom angeblichen Überfall polnischer Freischärler auf den Sender und von Aufrufen zum Krieg (Kap. 27).
- Josel und Ulla bleiben bis zum Ende des Festes im Hotel und stützen den betrunkenen Feldwebel Metzmacher auf dem Weg durch die Stadt. Während einer Rastpause auf einer Wiese versucht Metzmacher Ulla zu vergewaltigen und Josel schlägt ihm mit einer Flasche auf den Kopf. Beide fürchten, dass der Soldat tot ist. Ulla läuft in Panik weg und Josel sucht Hilfe beim Gerichtsrat. Dieser gibt ihm Geld für die Flucht (Kap. 29).
- Kurz darauf erscheint die Feldpolizei bei den Pionteks und sucht Birkner und Metzmacher, die sich nicht bei ihrer Einheit gemeldet haben. Valeska erklärt ihnen die Zusammenhänge und schickt sie zum Hotel. Bei der Durchsuchung des Geländes dringen die Soldaten auch ins Gartenhaus ein, wo sich Montag aus Angst vor einer Verhaftung erschießt (Kap. 30). Zuvor hat er seine Manuskripte im Garten vergraben (Kap. 24).
- Leo Maria erleidet wiederholt heftige Hustenanfälle mit Atemnot und blutiger Spucke, so dass Valeska seinen baldigen Tod befürchtet. Er spricht fiebrig in biblisch-endzeitlichen Formulierungen von Oberschlesien. Nach Empfang der Radionachricht über den Beginn des Krieges übergibt er seiner Frau als sein Vermächtnis für Josel einen schwarzen Stein mit einem eingravierten Kreuz und bittet sie, ihn allein zu lassen. Sie wartet auf den Priester.

### Hauptpersonen

#### Familie Piontek
Die katholischen Eltern Valeska und Leo Maria Piontek stehen in Spannung zu den nationalsozialistisch geprägten Kindern: Der 15-jährige Sohn Josef Leo (Josel) ist Mitglied der HJ und übt sich dort kriegsvorbereitend als Sanitäter und Luftschutzwart. Die fast 20-jährige Tochter Irma hat gerade ihr Arbeitsdienstjahr absolviert und sich weiter verpflichtet. Am ersten Tag der Romanhandlung heiratet sie nach einer Woche Bekanntschaft den in ihrem Haus einquartierten Gefreiten und Offiziersanwärter Heiko Birkner. Als Protest verweigert sie eine kirchliche Trauung und trägt im Standesamt und beim Festabend ihre Arbeitsdienst-Uniform. Dass sie stundenlang eingeschlossen in ihrem Zimmer sitzt, ist für ihre Mutter ein Zeichen ihrer Renitenz.
Häufiger Gast der Familie ist die mit Josel befreundete und mit ihm gleichaltrige Klavierschülerin seiner Mutter Ulla Ossadnik. Sie ist eine begabte Pianistin und bereits mit 14 Jahren eine brillante Chopin-Interpretin. Sie verehrt den polnischen Komponisten und wünscht sich eine Reise zu seinem Herz nach Warschau, die ihr Josel verspricht. Konkurrenz bekommt er durch seinen am ersten Handlungstag aus Breslau anreisenden Cousin Andreas Pilgrim, der als Halbwaise in die Familie seiner Tante aufgenommen wird.

#### Valeska und Leo Maria Piontek
Die Persönlichkeitsstruktur der Roman-Hauptfigur Valeska ist bezüglich der Außen- und Innenschicht ambivalent: schüchterne Pianistin bei öffentlichen Auftritten, Sensibilität für Natur und Kunst, zielgerichtete Umsetzung ihrer kommerziellen Interessen, gesellschaftliche und wirtschaftliche Strategien, traditionelle katholische Einstellung und Verwurzelung in der deutsch-polnischen oberschlesischen Familiengeschichte, abwechselnde Lektüre der Bibel und des antiklerikalen Pfaffenspiegels, Distanz zum NS-System, die sie mit dem Gerichtsrat Montag teilt, Geheimnisse über kurze Beziehungen parallel zur Ehe mit ihrem kranken Mann.
Durch die mangelnde Kommunikation Valeskas und Leos ist die Atmosphäre in der Familie belastet: Alle leben mehr oder weniger in ihrer eigenen Welt und verbergen voreinander ihre Geheimnisse. Valeska spielte in ihrer Ehe immer die dominierende Rolle. Sie hat sich für Leo als Ehemann entschieden und ihn beeinflusst, seine Arbeit im Laboratorium bei Ballestrem und seine Hoffnung auf eine Versetzung nach Breslau oder Berlin aufzugeben und ihm ein mit ihren Bodenspekulationen finanziertes „Atelier für Lichtbildnerei“ eingerichtet. „Sie war so praktisch, sie war so vernünftig, und alles, was sie in die Hände nahm, musste ihr glücken, auch die Ehe.“ Entscheidend für den Vertrauensbruch in Leben der Eheleute ist, neben den auf ihr Innenleben fixierten Charakteren der beiden, einerseits der Augenblick, als Leo Maria erfährt, dass seine Frau ihn erst geheiratet hat, nachdem ein anderer Mann, Erich Stroheim, der seine Sommerferien bei seinen Großeltern in Gleiwitz verbrachte, die Beziehung abgebrochen hat. Andererseits entdeckte sie in seinem Atelier eine ganze Serie von vergrößerten Fotografien, auf denen immer nur er selbst und seine Körperteile zu sehen waren. Aus Wut über seine Egozentrik zerstach sie die Bilder. Darauf warf er ihr vor, sie habe ihn nie verstanden und zerschlug seinen Fotoapparat. In der Folge entwickelten sich seine Asthma-Beschwerden zur Lungenkrankheit. Dazu kam eine Lähmung der Beine und er weigert sich seit drei Jahren, das Bett zu verlassen. Mit seiner Flucht in die Krankheit sicherte er sich, wie Valeska vermutet, ihre Fürsorge und Bindung.
Beide sprechen nie über die Zusammenhänge. Sie führen äußerlich ein normales Eheleben, schließen sich aber in ihre Welten ein: „Das Schweigen, das eingetreten war, umarmte sie beide“ (Kap. 28). Eigentlich hatte sie sich nach der unglücklichen Jugendliebe eine echte und tiefe Beziehung mit Leo und die Erlösung aus ihrer Einsamkeit gewünscht und sie hält immer noch hartnäckig an der Erfüllung dieser Vorstellung fest, „auch wenn manche rasch vergessene und neu aufkommende Träume ihr etwas anderes erzählen wollten“: Ihr Kinderwunsch erfüllte sich zwar, aber ihre Tochter war ihr von Anfang an fremd. „Später entdeckte sie sich mehr als in Irma“, die „ganz und gar nach Leo Maria geraten [war], und so fremd, wie er ihr bis zuletzt geblieben ist“, in Josel: „in seiner Energie, recht zu behalten, in seinem Eifer, Lügen zu erzählen, in seiner Art, Gefühle zu verbergen, und sie sah ihm zu, wie er, als Kind schon, die Täuschungen ausprobierte und sich mit der Einsamkeit arrangierte“ (Kap. 27).
Nach Valeskas Rückkehr vom Hotel findet sie Leo mit heftigen Hustenanfällen, Atemnot und blutiger Spucke in seinem Bett. Sie befürchtet seinen baldigen Tod und ruft den Erzpriester an. Leo spricht fiebrig im „Predigerton der oberschlesischen Landpfarrer“ über die „verfluchte Erde“ Oberschlesiens: „Die Armen sind unter die Erde gegangen, haben gegraben in der Erde des Herrn und die Kohle herausgeschaufelt mit Methan in den Lungen, und die Reichen haben sie verkauft […] Und jetzt zerpflügen die Armen die Erde des Herrn mit den Kanonen der Reichen…“ Und trotzdem liebe er dieses „rohe, brache, geprügelte Land, die schmutzigen Flüsse und die klaren Bäche, die finstergrünen Wälder und die dreckigen, stinkenden, hässlichen, traurigen Städte […] dieses Land mit den alten Burgen und Schrotholzkirchen, mit den Wallfahrtsorten, Kalvarienwegen und Prozessionen, wo aus jedem Hügel ein Golgatha gemacht wird, was da heißt Schädelstätte […] Immer haben wir sehnsüchtig in den Westen gesehn, […] aber unsere Seele, o Herr, unsere Seele ist tief im Osten geblieben…“ (Kap. 34). Nachdem er mit Valeska und Andreas die Radionachricht über den Beginn des Krieges gegen Polen angehört hat, übergibt er ihr ein altes Fundstück aus seiner Kinderzeit, einen faustgroßen schwarzen Stein mit einem eingravierten Kreuz, den er bisher vor allen versteckt hat, als Vermächtnis an Josel. Seiner Frau gegenüber beklagt er, sie habe seine Krankheit nie begriffen und als seine Einbildung interpretiert, und er bittet sie, ihn jetzt allein zu lassen.
Mit dem Gerichtsrat Montag fühlt Valeska sich geistig verbunden. In der Pogrom-Nacht, als er fieberkrank in seinem Bett lag, hat sie ihn in seinem Versteck im Gartenhaus besucht und ihn zu trösten versucht. Sie tauschte sich mit ihm über die alte Zeit und ihre Familiengeschichten aus und zitierte mit ihm gemeinsam das Eichendorff-Gedicht „Nachtzauber“. Sie verraten sich gegenseitig ihre Geheimnisse über ihre jüdisch-katholischen Beziehungen: Ihr erster Freund war ein Jude und Montags Vater hat für seinen Sohn eine Katholikin als Frau ausgesucht (Kap. 16).

#### Georg Montag
Pionteks Nachbar, der ehemalige Landgerichtsrat Georg Montag, hat sich frühpensionieren lassen, weil er aus einer jüdischen Familie stammt und er fürchtete, als Beamter Schwierigkeiten mit seinem Ariernachweis zu bekommen, obwohl der Vater zum Katholizismus übergetreten ist und eine Christin geheiratet hat (Kap. 6). Deshalb zog er sich aus der Öffentlichkeit zurück und mietete das Gartenhaus der Pionteks. Hier erinnert er sich in seinem Zimmer, hinter dunkeln Vorhängen verborgen, an seine Familie und sein Leben, studiert Zeitungen und historische Dokumente und schreibt am Beispiel des oberschlesischen Journalisten und Politikers Korfanty über die deutsch-polnische Geschichte Oberschlesiens und über die Menschen seiner Zeit.
Für seine Schrift sucht er nach einer Form: keine Biographie und kein historisches Werk, eher Geschichten seiner Beobachtungen in erzählerischer Form sollen es werden: „Er wollte eher die Spuren festhalten, die man, wie es die Geschichte zeigte, auf beiden Seiten zu verwischen versuchte, und damit musste man jetzt beginnen, denn später bekäme man doch nur offizielle, sanktionierte, orthodoxe Ansichten.“
Nach der Pogrom-Nacht liegt er fieberkrank in seinem Bett, neben ihm Werner Bergengruens Roman Der Großtyrann und das Gericht symbolträchtig auf dem Nachttisch. Durch den Brand der Synagoge, in der er nie gewesen war, ist eine Veränderung in ihm vorgegangen und er hat seinen Rosenkranz zerrissen. Er erinnert sich wieder an seine jüdische Familiengeschichte und die Rituale des Großvaters. Valeska hat ihn zu trösten versucht, sich mit ihm über die alte Zeit und ihre Familiengeschichten ausgetauscht und mit ihm gemeinsam das Eichendorff-Gedicht „Nachtzauber“ zitiert. Seine jetzt in England lebende Tochter hat eine Doktorarbeit über Eichendorff und die deutsche Romantik geschrieben (Kap. 16).
Montag kommt auf Valeskas Drängen für kurze Zeit zum Fest ins Hotel. Als er dort die nationalen Parolen und Lieder betrunkener Gäste hört und über sein angebliches Judentum befragt wird, geht er zurück zu seiner Wohnung, stopft seine Manuskripte in Einmachgläser und vergräbt sie im Garten (Kap. 24). Als die Feldpolizisten auf der Suche nach Birkner und Metzmacher auch ins Gartenhaus eindringen, erschießt sich Montag aus Angst vor seiner Verhaftung (Kap. 30).

#### Josel – Ulla – Andreas

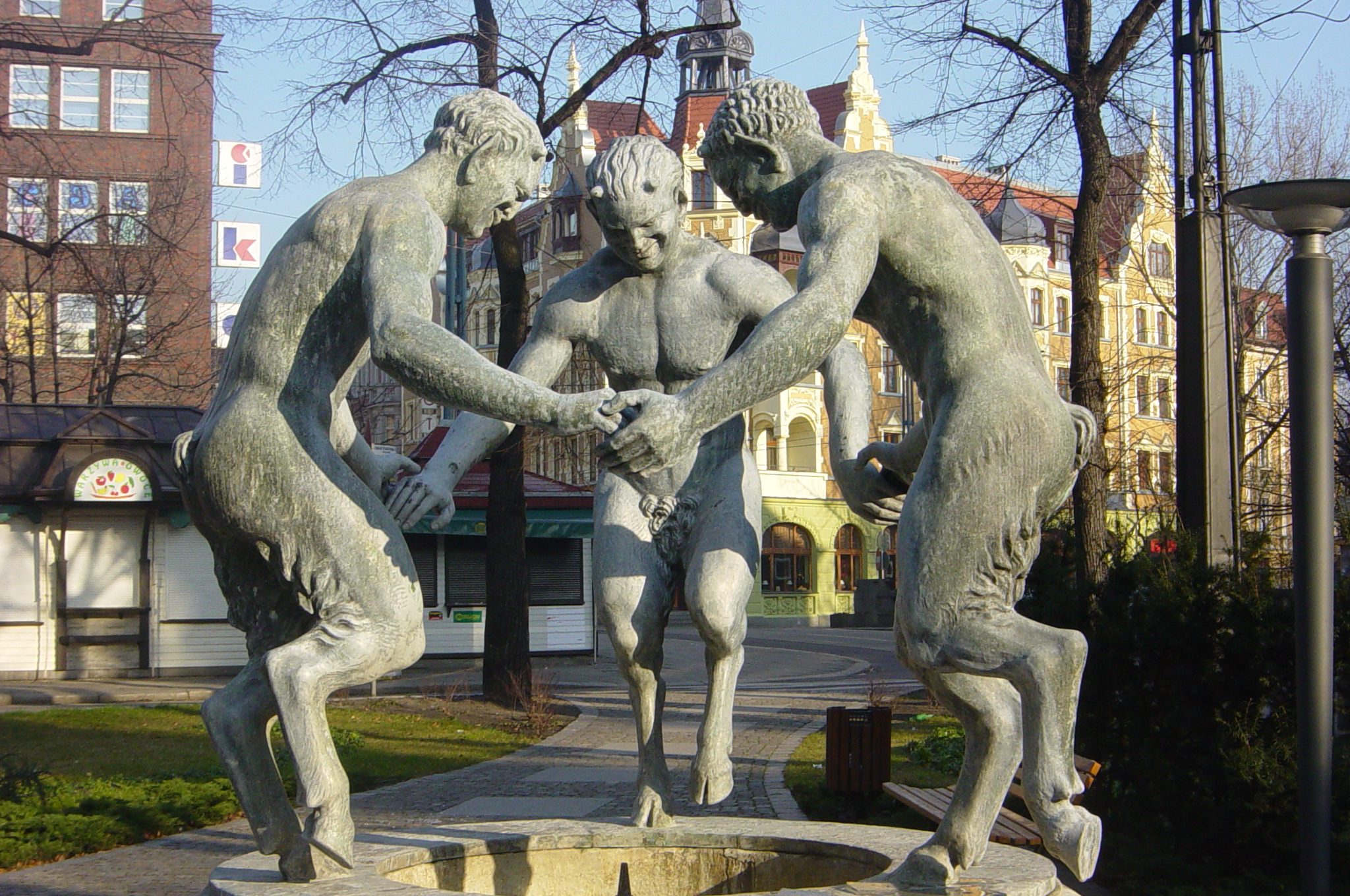
Josel zeigt Andreas bei seiner Stadtführung den vor dem Hotel aufgestellten Brunnen mit tanzenden Faunen

Der fast 15-jährige Josel ist verliebt in Ulla, die gleichaltrige Klavierschülerin seiner Mutter. Sie studiert gerade Chopins „Scherzo Nr. 2“ ein, aber in einer Zeit, in der, nach einem Rundschreiben der Reichsmusikkammer, vorrangig das deutsche Kulturgut gepflegt werden soll, kann sie damit nicht öffentlich auftreten. Sie träumt davon, nach Warschau zum Epitaph mit Chopins Herz zu fahren und Josel spart mit seinem Baracken-Geschäft dafür, ihr diesen Wunsch zu erfüllen. Sie sieht in ihm allerdings mehr den Spielkameraden und Freund als den zukünftigen Geliebten und interessiert sich mehr für ihren zweiten Bewunderer, Valeskas 14-jährigen Neffen Andreas Pilgrim aus Breslau, der am Hochzeitstag in Gleiwitz ankommt.
Andreas’ Anreise ist von den Kriegsvorbereitungen überschattet. Auf seiner Zugfahrt hört er mitreisende Soldaten von Grenzprovokationen als Grund ihres Einsatzes munkeln. Gleich nach seiner Ankunft führt ihn sein Cousin Josel durch die Stadt und verteidigt sie gegen Andreas’ Großstadt Breslau. Abgesehen von den vielen Soldaten, verläuft hier das Leben scheinbar normal, jedoch ist die Erwartung eines baldigen Krieges zu spüren. Josel sucht in Andreas einen Freund, dem er das Geheimnis seiner Baracke anvertrauen kann. Er spielt sich als der Ältere und Erfahrenere von beiden auf, zeigt Andreas den Brunnen mit den drei nackten Faunen, befragt ihn über seine pubertären sexuellen Erfahrungen und gibt mit seinem „Mädel“ Ulla an (Kap. 7).

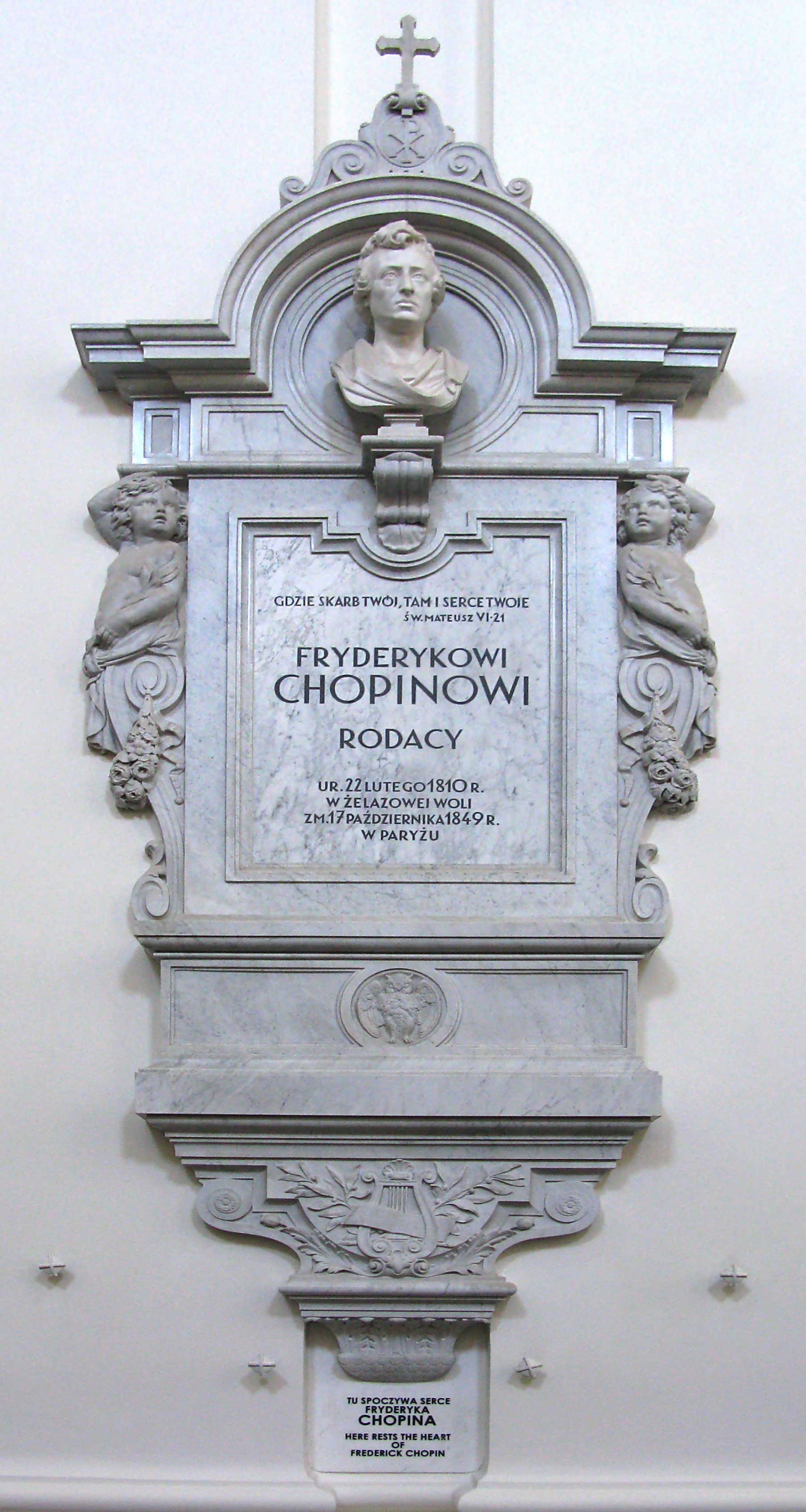
Epitaph für das Herz Chopins in der Heilig-Kreuz-Kirche in Warschau.

Nach dem Rundgang trennt sich Josel von seiner Familie und geht unter dem Vorwand des HJ-Dienstes seinen geheimen Geschäften nach (Kap. 18): Er vermietet eine nicht mehr genutzte Baubaracke im Park an der Wilden Klodnitz an Soldaten, die sich dort mit ihren Freundinnen oder Prostituierten treffen. Ein Gefreiter hat ihn auf die Idee gebracht, gewissermaßen als Hausmeister vor dem Haus Wache zu stehen und dafür Trinkgelder zu erhalten, mit denen er die Warschau-Fahrt mit Ulla zu Chopins Herz finanzieren will.
Im Haus der Pionteks lernt Andreas die zur Hochzeit angereiste polnische Verwandtschaft der Familie kennen und verliebt sich in Ulla, die gerade mit Kindern einen Beitrag für das Fest einstudiert. Er gibt sich als Chopin-Fan aus und macht ihr Komplimente für ihr Spiel. Ihr imponiert das kecke charmante Auftreten des Großstadt-Jungen, aber sie reagiert zuerst selbstbewusst, betont den Unterschied zwischen einem „Klimperer“ und einer talentierten Pianistin und weigert sich, ihm ihr Können zu demonstrieren. Dann spielt sie aber, auf seine provozierende Erwähnung Josels hin, „für niemanden andern als für sich selbst“ das virtuose „Scherzo Nr. 2“ von Chopin und fragt ihn, ob er sie zu Chopins Herz nach Warschau begleite, was er ohne Kenntnis der Zusammenhänge sofort zusagt (Kap. 11).
Da Josel den Nachmittag für seine geheimen Geschäfte braucht, hat er Andreas und Ulla gebeten, an seiner Stelle nach Zernik zu radeln, um Valeskas Freundin, die jung verwitwete Tina Zoppas, zur Feier einzuladen. Doch diese verlobt sich an diesem Tag mit einem bei ihr einquartierten Soldaten und hat für Irmas Hochzeit keine Zeit. Auf der Rückfahrt im Dunkeln begegnen ihnen an der Sendestation Gleiwitz drei Autos. Die beiden verstecken sich in einem Kanalrohr und beobachten, wie fünf Männer in Zivilkleidern in das Gebäude eindringen, eine offenbar gefesselte Person vors Haus schleppen und erschießen. Dann verschwinden die Autos in der Dunkelheit. In ihrer Angst haben sich Andreas und Ulla eng aneinandergedrängt und es kommt zu ihrer ersten sexuellen Erfahrung (Kap. 15).
Bei der Hochzeitsfeier treffen sich die Drei wieder. Ulla und Andreas verheimlichen Josel ihre neue Beziehung und erzählen ihm nur von ihrer abenteuerlichen Beobachtung, dem Anschlag auf den Sender. Beim Fest spielt Josel den großzügigen Gastgeber und schenkt den Freunden eifrig Schnaps aus. Zugleich beobachtet er eifersüchtig, wie intim die beiden miteinander tanzen. Ulla verhält sich ihm gegenüber wie bisher und tanzt an diesem Abend mit beiden zum ersten Mal in ihrem Leben Polka. Obwohl Josel bewusst ist, dass seine Beziehung zu dem Mädchen eher eine Kinderfreundschaft ist, erhofft er sich mehr und träumt davon, ihr einen Antrag zu machen. Andererseits sieht Andreas in einer Freundschaft mit Josel und der Verliebtheit in Ulla keinen Konflikt (Kap. 26).
Andreas hat einen Alkoholrausch und Valeska fährt mit ihm und anderen Verwandten nach Mitternacht nach Hause. Josel und Ulla tanzen dagegen bis zum Ende des Festes im Hotel und stützen dann den betrunkenen Feldwebel Metzmacher auf dem Weg durch die Stadt. Unterwegs müssen sie pausieren. Während Josel aus einem Schrebergarten Wasser zum Trinken holt, versucht Metzmacher Ulla zu vergewaltigen. Josel kommt dazu, schlägt dem Feldwebel mit einer Flasche auf den Kopf und befreit das Mädchen. Beide fürchten, dass der regungslos und blutig am Boden liegende Soldat tot ist. Ulla rät Josel abzuhauen, denn „wenn das rauskomm[e, sei] er geliefert“, und läuft in Panik weg. Josel ist über ihre fehlende Dankbarkeit enttäuscht und vertraut sich dem Gerichtsrat an. Dieser versucht ihn zu beruhigen, der betrunkene Feldwebel sei vielleicht nur verletzt, aber er gibt ihm Geld für die Bahnfahrt nach Breslau oder Berlin (Kap. 29).

## Biographische Bezüge
Der Autor erlebte als Kind im Gleiwitzer Stadtteil Stadtwald die im Roman geschilderte durch zwei unterschiedliche Sprach- und Kulturräume geprägte historisch-geographische Situation. Seine Eltern sprachen gut Deutsch und Polnisch, ähnlich ist es in Valeska Wondraczeks Kaufmannsfamilie. Zu Beginn des Krieges war Bienek 9 Jahre alt, am Ende sollte er als HJ-Junge seine Stadt verteidigen. Die Protagonistin heißt wie seine Mutter Valerie, allerdings in der slawischen Form Valeska, und ist ebenfalls Klavierlehrerin. Die Romanfamilie trägt ihren Geburtsnamen Piontek.

## Historischer Hintergrund
Historischer Hintergrund der Romanhandlung sind der Überfall auf den Sender Gleiwitz im 15. Kap. und der Beginn des Kriegs gegen Polen am 31. August bzw. 1. September 1939. In die Familiengeschichte einbezogen sind die Einquartierung der Soldaten in die Gleiwitzer Privathäuser und die Truppenverlegungen an die Grenze. Die politische Situation im deutsch-polnischen Oberschlesien erarbeitet der Gerichtsrat Montag in seiner Korfanty-Biographie.

## Rezeption
Bienek war vor allem in den 1960er und 1970er Jahren ein viel gelesener Autor, dessen Erste Polka mit Literaturpreisen prämiert und verfilmt, von der Literaturkritik und Schriftstellerkollegen und -kolleginnen gelobt und mit Werken von Grass und Lenz verglichen wurde: Böll gab dem Roman bei seinem Erscheinen den Satz mit auf den Weg, sein eigentlicher Held sei die Landschaft, in der er spiele: Oberschlesien. Nach Kesten zeigt Bienek „mit gleicher Kraft die Poesie der Landschaft und der Leidenschaften, der Geschäfte und der Erotik, des Katholizismus und der Industrie, die Banalität der Originale und die Originalität banaler Existenzen, große Szenen und ergreifende Momentaufnahmen“, und Reinig sprach gar von dem „große[n] Werk unserer Jahre“. Hieber würdigt in seiner Rezension des von ihm als Wiederholung der Muster des erfolgreichen ersten Romans kritisierten Nachfolgebandes „Septemberlicht“ im Rückblick die einfachen wie wirkungsvollen Kunstgriffe, welche Die erste Polka streckenweise zum Ereignis werden ließen: „Die Reduktion erzählter Zeit auf einen Tag, den 31. August 1939, und die Konzentration des Geschehens auf einen Ort, das ehemalige Gleiwitz, die Stätte von Bieneks Kindheit und Mittelpunkt seiner poetischen Geographie.“ Das bedeute zusammen mit der Einheit von Ort und Zeit eine „zugleich äußerste Verdichtung einer historischen Situation […] jenen angeblich polnischen Überfall auf den Rundfunksender Gleiwitz“. Vor diesem Hintergrund erzähle Bienek die Geschichte der kleinen Leute, der Pionteks, Wondraks, Bombonneks, zeige „ihren Versuch, inmitten des Verbrechens ihre Privatheit zu retten, zu leben, zu lieben, zu tanzen, zu feiern, zu saufen.“
Der Verleger Pago begründet 1977 die Neuauflage des Romans mit seinem nach wie vor aktuellen Bezug: „Vor allem aber bekommt man die politischen Spannungen zu spüren, teils schon vorhanden, zum größeren Teil aber importiert von den Nazis aus dem Reich, die den Charakter Oberschlesiens nicht verstehen. In einer eindrucksvollen Rede des Pfarrers über die Wortmusik der teils deutschen, teils slawischen Ortsnamen wird zum Beispiel eine Welt sichtbar, in der ein friedliches Miteinander verschiedener Kulturen möglich war und die letztlich durch Nationalismus zerstört wurde. Ein Thema also, das auch heute durchaus aktuell scheint.“
Dagegen wurde dem Autor in der Vertriebenenpresse vorgeworfen, er habe Gleiwitz zu stark polonisiert. Aber es gab auch mit Lob vermischte Kritik an Form und Ausführung des Romans. Rotzoll bemängelt, Bienek habe sich zwar „voll Forscherfleiß, Heimatliebe und Gerechtigkeitsverlangen an sein Werk gemacht“ und der Plan sei interessant, ehrenhaft und mutig. Doch zum Gelingen habe ihm „vielleicht, die rechte Energie“ gefehlt. Als Beweis werden die schablonenhafte Charakterisierung der „Wassermilka“ und die Selbstverstümmelung eines berauschten Fräuleins mit einer Geflügelschere genannt: „Abnormitäten und Kuriositäten, dazwischen die dezent Verstörten […] sie alle scheinen […] eigentlich nur in Gang gesetzt worden zu sein, um Stimmung zu erzeugen.“
Nach Abschluss des vierbändigen Zyklus 1982 bewertet Gregor-Dellin die Teile, u. a. Die erste Polka, als Momentaufnahmen einer schlesischen Tragödie und ordnet sie in den gesamten Handlungsverlauf bis zum Kriegsende ein. Der Erzähler behalte bis zuletzt die Figuren in der Hand, wiederhole nicht bloß ihre Namen und Stichworte, sondern lasse sie in charakteristischen Situationen handeln und sinnieren und bringe ihre Geschichte zu Ende: „Was an diesem Buch so betroffen macht, ist sein vollkommenes, reines Mitleid, das von jedem Versuch diskutierender Einmischung des Autors ebenso fern ist wie von nachträglicher Prophetie – sondern schlicht trauert. Es kennt nur die Parteinahme für die Opfer, es ist aus Klage gewebt und kann, da es alles veranschaulicht, auf den erhobenen Zeigefinger verachten. Das ist zugleich das Problematische daran und macht das Risiko des Autors aus. Ich glaube, dass er dieses Risiko bestanden hat, denn das Dargestellte spricht derart für sich selbst, dass es einer Diskussion im Roman gar nicht bedarf. Zum erstenmal scheint in einem Buch dem Meinen, Denken, Fühlen von damals nichts hinzugefügt zu sein – und dennoch ruft es zu einem inneren Widerstand; zu einer Menschlichkeit auf, der sich in Kotiks [Ullas Bruder] Empörung zum Schluss Luft macht [„Ich gehöre nicht hierher. Ich muss von hier weg.“]. Kann man über einen Roman etwas Lobenderes sagen?“

## Auszeichnungen
- 1978: Wilhelm Raabe-Preis der Stadt Braunschweig, zusammen mit Septemberlicht

## Adaption
Film Die erste Polka, 1979. Regie: Klaus Emmerich. Mit Maria Schell (Valeska Piontek), Erland Josephson (Leo Maria Piontek), Guido Wieland (Herr Montag), Ernst Stankovski (Willi Wondrak), René Schell (Josef Piontek), Marco Kröger (Andreas), Miriam Geissler (Ulla) u. a.